# Comuna Milna, Split-Dalmația
Milna este o comună în cantonul Split-Dalmația, Croația, având o populație de 1.034 de locuitori (2011).

## Demografie
Componența etnică a comunei Milna
     Croați (95,45%)
     Sârbi (1,93%)
     Necunoscut (0,39%)
     Neclasificat (1,55%)
Componența confesională a comunei Milna
     Catolici (92,36%)
     Fără religie și atei (3,68%)
     Ortodocși (1,16%)
     Necunoscută (1,45%)
     Alte religii (1,35%)
Conform recensământului din 2011, comuna Milna avea 1.034 de locuitori. Din punct de vedere etnic, majoritatea locuitorilor (95,45%) erau croați, cu o minoritate de sârbi (1,93%). Apartenența etnică nu este cunoscută în cazul a 0,39% din locuitori. Din punct de vedere confesional, majoritatea locuitorilor (92,36%) erau catolici, existând și minorități de persoane fără religie și atei (3,68%) și ortodocși (1,16%). Pentru 1,45% din locuitori nu este cunoscută apartenența confesională.